# Fada Morgana

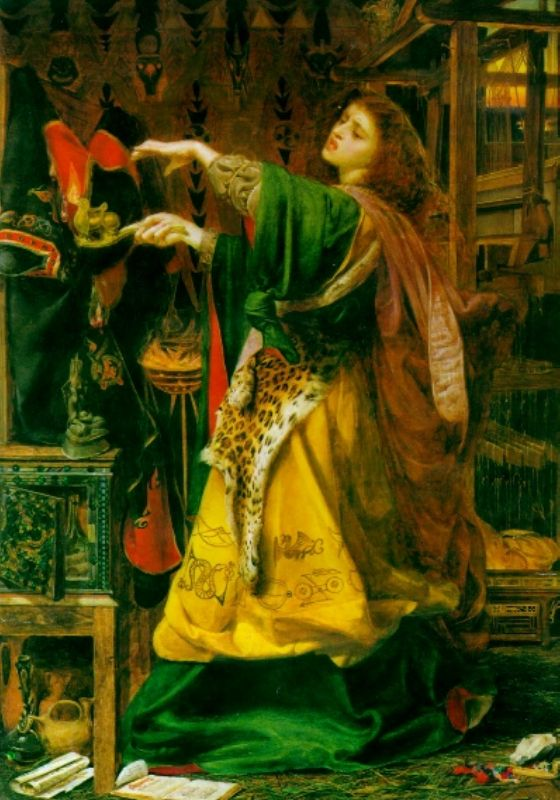
Morgan Le Fay, de Anthony Frederick Sandys (1829-1904)

Fada Morgana, sendo conhecida na Grã-Bretanha como Morgana a Fada (Morgan Le Fay), Lineanne, dentre outros nomes, aparece nas histórias do Rei Artur. O nome Morgaine tem origem celta e quer dizer mulher que veio do mar. Pode-se escrever Morgaine ou Morgan. Morgaine também é muito conhecida na Itália por um fenômeno chamado Fata Morgana, traduzindo Fada Morgana. As lendas baseadas nos contos do Rei Arthur acreditam que Morgana  foi uma sacerdotisa da Ilha de Avalon, na Bretanha, meia-irmã de Arthur. É filha de Igraine, e Gorlois, Duque da Cornualha.
Em uma outra versão é dito que Morgana queria usurpar o trono de Artur e se tornar a nova rainha de Camelot e seu filho Mordred como seu sucessor, através de uma conspiração liderada por ela, para conseguir o trono.
Morgana é treinada por sua tia Viviane na Ilha de Avalon para se tornar a Senhora do Lago ou como também é chamada Dama do Lago ou Senhora de Avalon. Morgana teve um filho de Arthur depois de um ritual sagrado (Beltane). Essa criança se chamava Gwydion, que após ir para a corte de Arthur toma o nome de Mordred. Mais tarde este seria um dos inimigos de Arthur. Mordred e Arthur matam um ao outro em um duelo pelo direito de ser o Grande Rei.
Morgana leva Arthur para Avalon, porém, ele morre ao avistar as praias da ilha sagrada. A lendária espada Excalibur é jogada no lago (em algumas histórias, o Rei Arthur, ferido em combate, é levado para a Dama do Lago a uma Avalon mística do além, paralela a real, onde Artur permanece retirado do mundo e para sempre imortal).
Depois a Ilha de Avalon se desliga quase por completo do mundo. E a Bretanha cai numa era negra nas mãos dos saxões.
Outras lendas dizem que Morgana era parceira de Merlin, mas então virou maligna. Outras dizem que ela pode ter sido aprendiz e/ou namorada de Merlin, mas ele a não quis mais, tornando a maligna sem querer.

## Cultura Popular
Nos livros "As Brumas de Avalon" de Marion Zimmer Bradley, que recontam a história do Rei Artur, Morgana é uma sacerdotisa sagrada da Grande Mãe. Apesar da história de Marion ser pouco realista, retoma laços importantes de Morgana com a cultura pagã atual. Colocar Morgana numa posição de poder e conhecimento confere às mulheres uma importante retomada de sua posição forte no culto à Deusa, base do Druidismo Matriarcal.
Morgana das Fadas é um dos personagens mais fortes nas lendas Arthurianas. Como sua inimiga ou amiga, sua amante ou irmã, Morgana ou Morgaine encanta, aterroriza e engrandece essa antiga lenda que povoa nossa cultura há tanto tempo.
Uma das versões da personagem apareceu nos quadrinhos de Camelot 3000, nos desenhos animados da Liga da Justiça e nas histórias em quadrinhos da DC.
No Brasil, é em homenagem a ela que foi dado o nome Morgana à famosa bruxa do programa infantil Castelo Rá-Tim-Bum, interpretada por Rosi Campos.
Na série de ficção científica da MGM "StarGate", Morgan Le Fay aparece como um "Ancient", povo que criara o portal pelo qual viajam através do universo. Diferentemente de suas aparições como uma pessoa má, em Stargate ela é na verdade protetora de Merlyn (Outro Ancient) e até ajuda o SG-1 a combater a ameaça Ori.
Na série de livros e filme Harry Potter, Morgana  Le Fay aparece nos sapos de chocolate, considerada inimiga de Merlin e uma Bruxa das Trevas no universo criado e adaptado por J.K.Rowling.

### As Aventuras de Merlin
Na série Merlin da BBC Morgana é interpretada por Katie McGrath. Na trama, ela é a filha órfã do soberano Gorlois, morto na guerra pelo Rei Uther, de quem passou a ser protegida. Na primeira temporada, Morgana é retratada como uma generosa dama da corte, grande amiga de Guinevere e posteriormente de Merlin, apesar de viver em conflitos com Arthur e reprovar a tirania de Uther. Ela é atormentada por pesadelos que na verdade são premonições do que está para acontecer em Camelot. Na segunda temporada, aos poucos Morgana descobre que possui o dom da magia e passa a alimentar um ódio mortal por Uther. Já na terceira e quarta temporada, Morgana se torna a principal antagonista da série, disposta a derrotar Arthur e Camelot, ao lado de Mordred.

### O Aprendiz de Feiticeiro
No filme O Aprendiz de Feiticeiro, da Disney, Morgana é uma cruel feiticeira que tinha como objetivo dominar o mundo com seus poderes místicos. Era a principal inimiga de Merlin, e seus discípulos são chamados morganianos. Permaneceu presa num receptáculo durante anos até ser liberta e em seguida derrotada pelo sucessor de Merlin. Morgana tinha como objetivo conjurar o feitiço do despertar, a qual ela teria o poder para reviver os piores feiticeiros morganianos que já existiram.

### Camelot
Na série Camelot do canal Starz, interpretada por Eva Green, Morgana Le Fay é a bela e impiedosamente ambiciosa filha do Rei Uther. Ela deseja reclamar seu direito ao trono de seu pai, mas ela não conta com planos de Merlin ou a existência de Arthur, seu recém-revelado meio-irmão. Em sua busca de poder, Morgana se entrega às forças das trevas que lhe permitem ameaçar a corte de Camelot de dentro. Ela funciona como a principal antagonista da série.